# Iarova Bileșciîna, Prîlukî
Iarova Bileșciîna (în ucraineană Ярова Білещина) este un sat în comuna Suhopolova din raionul Prîlukî, regiunea Cernihiv, Ucraina.

## Demografie
Componența lingvistică a localității Iarova Bileșciîna
     Ucraineană (92,86%)
     Rusă (7,14%)
Conform recensământului din 2001, majoritatea populației localității Iarova Bileșciîna era vorbitoare de ucraineană (92,86%), existând în minoritate și vorbitori de rusă (7,14%).